# Dawson (Dakota Północna)
Dawson – miasto w Stanach Zjednoczonych, w stanie Dakota Północna, w hrabstwie Kidder.